# Harry Johnson (tennis)
Pour les articles homonymes, voir Johnson et Harry Johnson.
Harry C. Johnson, est un joueur de tennis américain né à West Newton. Il a notamment remporté les Internationaux des États-Unis en 1915, en double mixte (avec Hazel Hotchkiss).

## Palmarès (partiel)

### Finales en double
|   | Date | Nom et lieu du tournoi    | Cat.      | ($) | Surf.        | Vainqueurs                         | Partenaire    | Score          |
| 1 | 1917 | US Men's National Champ’s | G. Chelem |     | Herbe (ext.) | Fred Alexander Harold Throckmorton | Irving Wright | 11-9, 6-4, 6-4 |

### Titres en double mixte
|   | Date | Nom et lieu du tournoi             | Cat.      | ($) | Surf.        | Partenaire      | Finalistes                    | Score    |          |
| 1 | 1915 | US Men's National Champ’s, Newport | G. Chelem | 0   | Herbe (ext.) | Hazel Hotchkiss | Molla Bjurstedt Irving Wright | 6-0, 6-1 | Parcours |